# Палату, Карл
Карл Палату (эст. Karl Palatu; 5 декабря 1982, Пярну) — эстонский футболист, защитник. Выступал за национальную сборную Эстонии.

## Биография

### Клубная карьера
Начал взрослую карьеру в 15-летнем возрасте, выступая за команды из Пярну. В 2002 году дебютировал в высшем дивизионе Эстонии в составе «Левадии» (Пярну), в том же году перешёл в главную команду «Левадии», представлявшую Маарду, но в составе не закрепился.
В 2003—2005 годах выступал в составе середняков чемпионата Эстонии «Валга» и «Тулевик».
В ходе сезона 2005 года перешёл в таллинскую «Флору», за которую выступал с перерывом следующие восемь сезонов. В её составе сыграл более 180 матчей и неоднократно становился чемпионом и призёром чемпионата Эстонии. В 2007 году подписал трёхлетний контракт с норвежским клубом «Согндал», но выходил на поле только в матчах второй команды, и по окончании сезона вернулся во «Флору».
После ухода из «Флоры» провёл один сезон в составе «Пайде ЛМ», а затем играл за команды родного города.

### Карьера в сборной
Имеет опыт выступлений за молодёжную сборную Эстонии.
В национальной сборной дебютировал 21 мая 2010 года в товарищеском матче против Финляндии, заменив на 85-й минуте Герта Камса. Последний матч за сборную провёл 28 мая 2012 года против Украины.
Всего на счету Палату 9 матчей за сборную Эстонии, голов не забивал. В том числе принял участие в одном отборочном матче чемпионата Европы, одной игре Кубка Балтии и 7 товарищеских матчах.

## Достижения
- Чемпион Эстонии: 2010, 2011
- Серебряный призёр чемпионата Эстонии: 2002, 2008
- Бронзовый призёр чемпионата Эстонии: 2006
- Обладатель Кубка Эстонии: 2007/08, 2008/09, 2010/11, 2012/13
- Финалист Кубка Эстонии: 2005/06, 2009/10
- Обладатель Суперкубка Эстонии: 2009, 2011, 2012